# 盧阿里迪·傑克遜
盧阿里迪·傑克遜（英語：Ruaridh Jackson；1988年2月12日—）是一位蘇格蘭橄欖球運動員。他是蘇格蘭國家橄欖球隊的一員，代表蘇格蘭參加了2014年橄欖球六國賽的比賽。